# 虎牢关之战

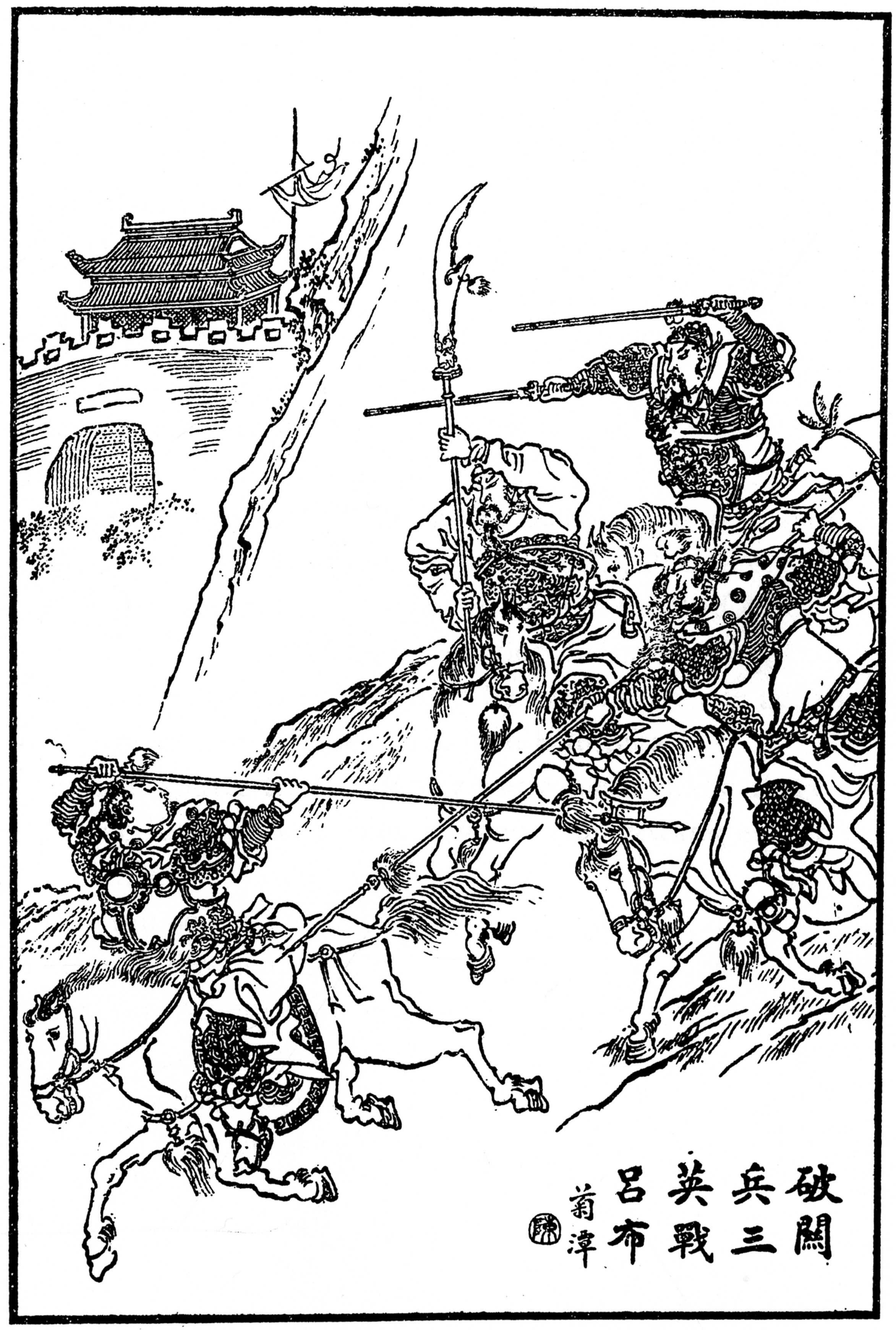
虎牢關之戰 三英戰呂布

虎牢关之战是罗贯中历史小说《三国演义》的一场虚构战役，交战双方为董卓和关东诸侯联军，是中国历史的三国时期之前190年董卓讨伐战的一部分。陈寿的历史著作《三国志》作为东汉末年和三国时期历史的权威资料，对此战毫无记载。

## 背景
190年，董卓进入汉都洛阳，控制朝廷，专擅国政，为政暴虐。同年，几个军阀和地方官组成联盟对抗董卓，以袁绍为盟主。联军先攻去洛阳途中的山关之一汜水关。董卓守汜水关的部将华雄被联军的关羽所杀，联军夺关。联军进军距洛阳约50华里的虎牢关。

## 战役
董卓亲自和吕布、李儒、樊稠、张济率15万大军东进虎牢关，又给李傕、郭汜发兵5万增援汜水关。在虎牢关，董卓命吕布率领先头部队3万，在关前驻防扎营。
联军决定分兵一半迎战董卓军。八路诸侯王匡、桥瑁、鲍信、袁遗、孔融、张杨、陶谦、公孙瓒各率本部军马在袁绍指挥下进军虎牢关。王匡先到，部将方悦主动与吕布单挑。不足五合，方悦被杀，吕布冲入王匡军，杀了一些溃兵。幸好桥瑁和袁遗赶来救援王匡。他们决定撤退到关外30华里处下寨。
很快，其余五路联军诸侯也来到大营，商议认为吕布不可战胜。这时，吕布军在寨外列阵，八路诸侯迎战。张杨部将穆顺纵马杀向吕布，当即被杀。孔融部将武安国杀出挑战吕布。战到十合，吕布以戟砍断武安国手腕。联军杀出救了武安国，双方各自归营。曹操认为十八路诸侯应该合计败吕布之策，若吕布战败，則董卓易除。
此时，吕布再次出阵，嘲笑联军。公孙瓒亲自战吕布，战不数合败走。吕布追之，却被称他为“三姓家奴（“三姓”指吕布本姓及其两位义父的姓）”的张飞拦住。吕布战张飞五十合，不分高低。（有些早期版本為張飛槍法漸漸散亂，呂布越添精神。）
关羽舞青龙偃月刀杀出帮张飞作战。三人又战大约三十合，刘备也持雌雄双股剑加入了战斗。
三位结义兄弟将吕布围在中心，轮番从不同方向攻吕布。吕布无力击败三人，于是佯击刘备，当刘备闪躲时乘隙脱身，奔回虎牢关。三兄弟追吕布，但吕布所骑之赤兔马太快，追不上。他们看到董卓后，放弃了追逐。张飞试图杀上关去杀了董卓，但关上箭如雨下，张飞只得撤回。
八路诸侯联军宣称此战得胜，为刘、关、张得胜而庆贺。

## 后果
董卓新败后，问计于李儒。李儒答，全军应该撤退到西面的长安，并带上洛阳的市民及朝廷。董卓遂不顾一些人的强烈反对，执行迁都。他迫使朝廷和洛阳市民随他迁往长安，以军队监视他们。离开前，董卓派兵夺取洛阳富户的财物，将洛阳夷为平地。时任董卓汜水关守将的赵岑得知主公撤走，就弃了关。

## 历史性
史料并未记载当时在虎牢关有遭遇战。
小说中，刘、关、张在公孙瓒旗下参与讨伐战，但《三国志》未载公孙瓒参战。
历史上，联军和董卓还是有对抗的，董卓和吕布都亲自参战，但发生在南面的大谷关，联军只有孙坚军参战。此战中，吕布、董卓皆为孙坚所败。《后汉书·董卓传》记载吕布两次败于孙坚：
- 第一次在阳人。当时董卓派吕布和胡轸攻孙坚。吕布和胡轸不和，造成军队混乱，孙坚趁机进攻，迫使他们撤退。[2][3]
- 第二次在洛阳，董卓亲率军队在汉帝陵墓迎战孙坚。董卓战败撤退。孙坚入洛阳宣阳门，攻吕布，逐之。[4][5]

## 文学引用
此战尽管是虚拟之作，罗贯中对小说中第一勇士吕布与结义三兄弟的对决的注目描写使之成为中国流行文学最著名的故事之一。粤剧等戏曲都有和此战有关的小品，通称“三英战吕布”。
此战也在光荣的包括真·三國無雙系列和三國志曹操傳在内的系列游戏中得到重现。

## 备注
1. ↑  三英战吕布的不同版本有八種，
  1. 嘉靖本：呂布見瞭，棄瞭公孫瓚，便戰張飛。飛抖搜神威，酣戰呂布。八路諸侯見張飛漸漸槍法散亂，呂布越添精神。張飛性起，大喊一聲。雲長把馬一拍，舞八十二斤青龍偃月刀，來夾攻呂布。
  2. 夏振宇本：呂布見瞭，棄瞭公孫瓚，便戰張飛。飛抖擻精神，酣戰呂布。連鬥五十餘合，互為爭先。雲長見張飛屢失先機，大怒，舞八十二斤青龍偃月刀，來夾攻呂布。
  3. 李卓吾本：呂布見瞭，棄瞭公孫瓚，便戰張飛。飛抖擻神威，酣戰呂布。八路諸侯一起吶喊。雲長見張飛槍法漸漸散亂，呂布越添精神。張飛性起，大喊一聲。八路諸侯隻見張飛戰住呂布，都結住陣勢，立馬在門旗下看兩員戰將戰到五十回合不分勝負，雲長把馬一拍，舞八十二斤青龍偃月刀，來夾攻呂布。
  4. 葉逢春本：呂布見瞭，棄瞭公孫瓚便戰張飛，飛抖擻神威，酣戰呂布。八路諸侯一起助喊。關雲長見張飛槍法漸漸散亂，呂布越添精神，張飛性起，大喊一聲。八路諸侯見張飛戰住呂布，結住陣勢，立馬在門旗下看。兩員戰將戰到五十回合，不分勝負。雲長把馬一拍，舞八十二斤青龍刀來戰呂布。
  5. 湯賓尹本：呂布見瞭，棄瞭公孫瓚便戰張飛。飛抖擻神威，酣戰呂布。八路諸侯一起助喊。關雲長見張飛槍法漸漸散亂，呂布越添精神，張飛性起，大喊一聲。八路諸侯見張飛戰住呂布，皆結住陣勢，立馬在門旗下看。兩員戰將戰到五十合，不分勝負。雲長把馬一拍，舞八十二斤青龍刀來戰呂布。
  6. 餘象鬥本：呂布見瞭，棄瞭公孫瓚便戰張飛。飛抖擻神威，酣戰呂布。八路諸侯一起助喊。關雲長見張飛槍法漸漸散亂，呂布越添精神，張飛性起，大喊一聲。八路諸侯見張飛戰住呂布，都結住陣勢，立馬在門旗下看。兩員戰將戰到五十合，不分勝負，雲長把馬一拍，舞八十二斤青龍刀來戰呂布。
  7. 黃正甫本：呂布棄瞭公孫瓚，來戰張飛。五十合不分勝負。雲長舞青龍刀來夾攻呂布。
  8. 毛宗崗本：呂布見瞭，棄瞭公孫瓚，便戰張飛。飛抖擻精神，酣戰呂布。連鬥五十餘合，不分勝負。雲長見瞭，把馬一拍，舞八十二斤青龍偃月刀，來夾攻呂布。
2. ↑  范晔《后汉书》卷七十二董卓传：明年，孫堅收合散卒，進屯梁縣之陽人。卓遣將胡軫、呂布攻之，布與軫不相能，軍中自驚恐，士卒散亂。堅追擊之，軫、布敗走。
3. ↑  司马光《资治通鉴》卷六十：孫堅移屯梁東，為卓將徐榮所敗，復收散卒進屯陽人。卓遣東郡太守胡軫督步騎五千擊之，以呂布為騎督。軫與布不相得，堅出擊，大破之，梟其都督華雄。
4. ↑  范晔《后汉书》卷七十二董卓传：卓自出與堅戰於諸陵墓閒，卓敗走，灠屯黽池，聚兵於陝。堅進洛陽宣陽城門，更擊呂布，布復破走。
5. ↑  司马光《资治通鉴》卷六十：“坚曰：‘卓逆天无道，今不夷汝三族，县示四海，则吾死不瞑目，岂将与乃和亲邪！’复进军大谷，距雒九十里。卓自出，与坚战于诸陵间。卓败走，却屯渑池，聚兵于陕。坚进至雒阳，击吕布，复破走。坚乃扫除宗庙，祠以太牢，得传国玺于城南甄宫井中；分兵出新安、渑池间以邀卓。”